# Saint-Savinien
 Saint-Savinien  es una población y comuna francesa, situada en la región de Poitou-Charentes, departamento de Charente Marítimo, en el distrito de Saint-Jean-d'Angély y cantón de Saint-Savinien.

## Demografía
| 2351 | 2377 | 2342 | 2336 | 2340 | 2359 |
| Para los censos de 1962 a 1999 la población legal corresponde a la población sin duplicidades (Fuente: INSEE [Consultar]) |      |      |      |      |      |